# Espeyroux
Espeyroux è un comune francese di 102 abitanti situato nel dipartimento del Lot nella regione dell'Occitania.

## Società

### Evoluzione demografica
Abitanti censiti